# ピコゾア
ピコゾアは非常に小さな海洋ピコプランクトンからなる原生生物の分類群である。かつては光合成を行う藻類としてピコビリ藻(picobiliphytes)と呼ばれていたこともあるが、実際のところ従属栄養生物である。分類学上はピコゾア門(Picozoa)とし、記載種としては唯一Picomonas judraskedaのみが知られている。

## 特徴
もともと環境DNA配列でのみ知られていた生物群であり、ピコゾア全体の特徴は明らかにされていない。唯一記載されているPicomonas judraskedaは細胞の大きさは3 µm程度、長さの異なる前後2本の鞭毛を持ち、前後2つの半球がくびれを挟んで接着したような形状をしている。その前半には鞭毛装置、細胞核、小胞体、ゴルジ体、ミトコンドリアがあり、後半には摂食装置と数多くの小胞がある。くびれの位置は大きな小胞で占められている。跳んだり這ったりする特徴的な運動を行う。
一細胞ゲノム解析と電子顕微鏡観察による限り、ピコゾアの生物にプラスチドは存在せず、過去にプラスチドが存在した痕跡も見つかっていない。

## 系統
分子系統解析ではクリプト藻または紅藻に近縁な位置となることが多い。過去の大規模系統解析4例のデータセットを用いた再解析では、アーケプラスチダの中で紅藻およびロデルフィス類との近縁性が示されている。

## 分類
環境DNA配列からは少なくともクレードP1からP13におよぶ多様な系統の存在が示されているが、記載されている種は1種のみであり、その1種をもってピコモナス綱からピコモナス属まで単型の分類群が設立されている。
- ピコゾア門
  - ピコモナス綱
    - ピコモナス目
クレードP1からP6までに対応する。
      - ピコモナス科
クレードP1からP3までに対応する。
        - ピコモナス属
クレードP3に対応する。

## 歴史
1980年代以降、2ないし3 µmのフィルターを通過するようなピコプランクトンの生態学的重要性が認識されるようになり、特に2001年に海洋サンプルから抽出したDNAを用いた複数の研究で、ピコプランクトンに該当する真核生物の遺伝的多様性が認識された。その中でも既知の真核生物とは異なる系統に属する一群のDNA配列に注目し、FISH法によって生物としての実体を捉えようとした結果、細胞内にフィコビリンを含む生物が見出された。したがってこの生物は光合成能を持つことが推測され、新奇の光合成性真核生物としてピコビリ藻と名付けられた。しかしその後の一細胞ゲノム解析による研究で、この生物にはプラスチドDNAも、プラスチドで機能すると推定されるタンパク質も存在しない、従属栄養生物であることが明らかになった。つまり、当初細胞内に見いだされたフィコビリンは、摂食したシアノバクテリアに由来するものと考えられる。さらに一過的にではあるが培養株が樹立され詳細な観察が行われた結果、改めてピコゾア門が設立されて新種Picomonas judraskedaが記載された。